# 센터 파크 스타디움
센터 파크 스타디움(Center Parc Stadium)는 미국 조지아주 애틀랜타에 있는 미식축구경기장이다.